# Cytaea laticeps
Cytaea laticeps är en spindelart som först beskrevs av Tord Tamerlan Teodor Thorell 1878.  Cytaea laticeps ingår i släktet Cytaea och familjen hoppspindlar. Inga underarter finns listade i Catalogue of Life.